# Sdružení Q
Sdružení Q je multidisciplinární umělecká asociace, která vznikla v roce 1968.  V roce 2022 mělo sdružení 105 individuálních členů a šest kolektivních členů.

## Historie Sdružení Q

### Založení sdružení
Sdružení bylo založeno v 60. letech 20. století v Brně na popud malíře Bohdana Laciny, který se po diskuzi s dalšími malíři Janem Rajlichem, Milošem Slezákem a Miroslavem Šimordou rozhodl založit umělecký spolek, který by stál stranou oficiálního Svaz československých výtvarných umělců. K těmto čtyřem se následně připojili: Václav Zykmund, Ludvík Kundera, Bohumír Matal, Adolf Kroupa, Vilém Reichmann a další a na ustanovující schůzi 5. listopadu 1968 sdružení založili.  Oficiální oznámení o ustanovení Sdružení umělců Q bylo odesláno na výbor pobočky Svazu čs. výtvarných umělců v Brně 23. června 1969.
Manifest sdružení s názvem Proč Q sepsali v květnu 1969 Ludvík Kundera a Václav Zykmund „PROČ Q“. Jelikož tato umělecká deklarace byla podle autorů ”z qětna 1969” dostalo sdružení do názvu právě písmeno Q. Sdružení nemělo jednoznačně umělecky vymezený program, cílem bylo spíše sloučit roztříštěnou uměleckou scénu v Brně.
Mezi první členy sdružení patřil i básník Jan Skácel.

### Rozpuštění sdružení
První výstava sdružení se uskutečnila v Olomouci v březnu 1970 a květnu 1970 následovala druhá v Domě umění v Brně. Třetí výstava plánovaná na duben 1971 v Divadle E. F. Buriana v Praze se již neuskutečnila, protože umělecké svazy a jejich skupiny byly rozpuštěny v důsledku normalizace. Neformálně se však původní členové sdružení scházeli i nadále a okruh účastníků těchto neformálních schůzek se postupně rozšiřoval o další osoby.

### Obnovení sdružení po roce 1989
Koncem 80. let 20. století se významné osobnosti původního sdružení (Bořivoj Srba, Ludvík Kundera, Jan Rajlich, Vilém Reichmann, Jan Skácel, Miloš Slezák a Miroslav Šimorda) začaly zabývat myšlenkou na obnovení sdružení. Ke znovuzřízení Sdružení Q došlo na valné hromadě v dubnu 1990. V čele sdružení stojí tři konzulové, sdružení má čtyři sekce (výtvarnou, divadelní, literární a hudební). Například konzulem, který má na starosti hudební sekci, je od roku 1994 hudební skladatel Ivo Medek.

## Členové sdružení

### Současní členové
- Ivo Medek (*1956, Brno) hudební skladatel
- Jan Rajlich mladší (*1950, Vyškov) malba, grafika, design
- Emanuel Ranný (*1943, Brno) malba, grafika
- Mgr. Zdeněk Šplíchal (* 1948, Třebíč) malba, kresba, grafika, koláž, socha / objekt

### Bývalí členové
- Bohdan Lacina (1912, Sněžné –⁠ 1971, Brno) malba, grafika, ilustrace
- Jan Rajlich (1920, Dírná –⁠ 2016, Brno) malba, grafika, design, ilustrace, scénografie